# 斯捷帕尼夫卡 (盧吉尼區)
51°7′19″N 28°16′15″E / 51.12194°N 28.27083°E
斯捷帕尼夫卡（烏克蘭語：Степанівка），是烏克蘭北部的村莊，隸屬日托米爾州的科羅斯滕區。該村始建於1866年，面積1.22平方公里，海拔高度182米，2001年人口291。